# Capsala laevis
Capsala laevis är en plattmaskart. Capsala laevis ingår i släktet Capsala och familjen Capsalidae. Inga underarter finns listade i Catalogue of Life.